# Roman Swiczkar
Roman Jurijowycz Swiczkar (ukr. Роман Юрійович Свічкар, ur. 18 czerwca 1993 w Charkowie) – ukraiński szpadzista, dwukrotny medalista mistrzostw świata.
W 2010 roku zdobył brązowy medal w indywidualnej rywalizacji kadetów na mistrzostwach świata juniorów w Baku.
Podczas mistrzostw świata w Wuxi w 2018 roku zdobył brązowy medal w turnieju indywidualnym. Wyprzedzili go tylko Francuz Yannick Borel i Wenezuelczyk Rubén Limardo. Na rozgrywanych rok później mistrzostwach świata w Budapeszcie Ukraińcy w składzie: Anatolij Herej, Roman Swiczkar, Ihor Rejzlin i Bohdan Nikiszyn zdobyli srebro w zawodach drużynowych.
Wystartował na igrzyskach olimpijskich w Tokio w 2020 roku, gdzie drużynowo był szósty, a indywidualnie zajął 22. miejsce.